# 1853
1853 (MDCCCLIII) a fost un an obișnuit al calendarului gregorian, care a început într-o zi de sâmbătă.

## Evenimente

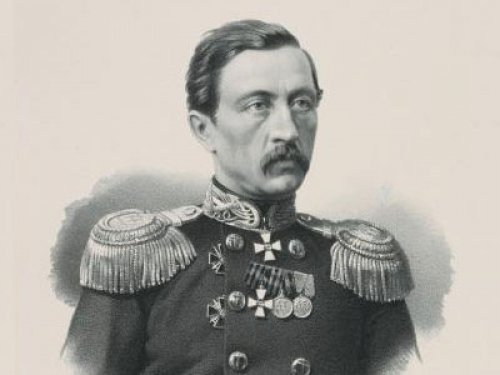
Amiralul rus Pavel Nakhimov, eroul Bătăliei de la Sinop și a Atacului de la Sevastopol.

### Februarie
- 18 februarie: La Viena a avut loc Atentatul asupra Împăratului Francisc Iosif I.

### Martie
- 4 martie: Franklin Pierce îi succede lui Millard Fillmore ca al 14-lea președinte al Statelor Unite.

### Octombrie
- 4/5 octombrie: Începutul Războiului din Crimeea dintre Rusia și alianța formată din Imperiul Otoman, Anglia, Franța și Sardinia-Piemont, încheiat în februarie 1856 cu victoria otomană și a aliaților lor occidentali (Tratatul de la Paris).
- 17 octombrie: Ca urmare a invadării Țării Românești de către trupele rusești și a declarației de război a sultanului, domnitorul Barbu Știrbei se retrage la Viena. Începe o perioadă de administrație și ocupație militară rusă care va dura până la 19 iulie 1854.
- 28 octombrie: Războiul din Crimeea: Armata otomană traversează Dunărea și ajunge la Calafat, în Țara Românească.

### Noiembrie
- 4 noiembrie: Războiul din Crimeea. Bătălia de la Oltenița. Victorie turcească asupra rușilor.
- 15 noiembrie: Războiul din Crimeea. Bătălia de la Sinop. Flota rusă distruge flota turcă.
- 15 noiembrie: Regina Maria a II-a a Portugaliei este succedată de fiul ei Pedro.

### Nedatate
- Ia ființă "Școala de mică chirurgie", instalată lângă Spitalul Filantropia, București.

## Arte, științe, literatură și filozofie
- 19 ianuarie: Premiera operei lui Giuseppe Verdi, Il Trovatore, are loc la Teatrul Apollo din Roma.
- Apare la Sibiu "Telegraful român", devenit ulterior, organul de presă al Mitropoliei ortodoxe de Alba Iulia și Sibiu.
- La Roma are loc premiera operei lui Giuseppe Verdi, Il Trovatore (Trubadurul).
- Medicul francez Charles Gabriel Pravaz a inventat seringa.
- Se obține kerosenul prin distilarea petrolului.

## Nașteri
- 16 ianuarie: Vladimir Soloviov, filosof, poet și critic literar rus (d. 1900)
- 30 martie: Vincent van Gogh, pictor olandez (d. 1890)
- 28 mai: Carl Larsson, pictor suedez (d. 1919)
- 10 iunie: Ion Pop-Reteganul, folclorist român (d. 1905)
- 18 iulie: Hendrik Lorentz, fizician olandez, laureat al Premiului Nobel (d. 1928)
- 16 septembrie: Albrecht Kossel, medic german, laureat al Premiului Nobel (d. 1927)
- 21 septembrie: Heike Kamerlingh Onnes, fizician olandez, laureat al Premiului Nobel (d. 1926)
- 14 octombrie: Ciprian Porumbescu, compozitor român (d. 1883)
- 27 noiembrie: József Sándor, scriitor maghiar, primul traducător al operei lui Mihai Eminescu (d. 1945)

## Decese
- 16 ianuarie: Arhiducele Rainer Joseph de Austria (n. Rainer Joseph Johann Michael Franz Hieronymus), 69 ani (n. 1783)
- 27 februarie: Augustus, Mare Duce de Oldenburg (n. Paul Friedrich August), 69 ani (n. 1783)
- 17 martie: Christian Doppler (n. Johann Christian Andreas Doppler), 49 ani, matematician austriac (n. 1803)
- 28 aprilie: Ludwig Tieck, 79 ani, scriitor german (n. 1773)
- 15 noiembrie: Maria a II-a a Portugaliei (n. Maria da Glória Joana Carlota Leopoldina da Cruz Francisca Xavier de Paula Isidora Micaela Gabriela Rafaela Gonzaga), 34 ani (n. 1819)